# ألتيرا
ألتيرا (بالإنجليزية: Altera) هي شركة أمريكية مصنعة للدوائر الرقمية. تأسست في 1983. يقع مقرها في كاليفورنيا، الولايات المتحدة. استحوذت عليها شركة إنتل في سنة 2015 مقابل 16.7 مليار دولار.

## وصلات خارجية
- الموقع الرسمي